# Ан Чол Хьок
Ан Чол Хьок (кор. 안철혁, 安哲赫; народився 27 червня 1985; Канге, КНДР) — північнокорейський футболіст, нападник клубу «Рімьонсу» та національної збірної Корейської Народно-Демократичної Республіки.